# 最高裁判所裁判官
最高裁判所裁判官（日语：／ Saikō saibansho saibankan */?），是日本最高裁判所的裁判官（法官）。其中有最高裁判所长官1名和最高裁判所判事14名（日本《裁判所法》第5条第1项）。

## 任命
十五名最高裁判所裁判官中，仅有最高裁判所长官是根据内阁的指名并由天皇任命的。其余十四名最高裁判所判事的任命均由内阁进行，并由天皇进行认证，即所谓的认证官的一种。此外，关于最高裁判所裁判官的15名定额，有一种观点认为，其参考了1947年最高裁设立时内阁阁僚的定额也为15人这一规定。
根据日本法律，最高裁判所裁判官需从“见识高远、具备法律素养且年满40周岁”的人选中任命。但事实上，目前所有裁判官在获任命时均已超过50岁。1964年1月31日以后，全体裁判官都是从60岁以上的人选中选任的。裁判官的退休年龄为70岁。
最高裁判所裁判官在获任命之后首次举行的众议院议员总选举时，应当接受最高裁判所裁判官国民审查（国民审查）（《日本国宪法》第79条第2项）。
只要符合“见识高远、具备法律素养”这一条件，即使不具备法曹资格的人选也可以被任命为裁判官，但法律规定全体裁判官中至少应有10名以上具有法曹资格的裁判官（《裁判所法》第41条）。另外，如果有“根据其他法律规定不得被任命为一般的官吏”、“曾受禁锢以上刑罚者” 、“曾受弾劾裁判所之罢免判决者”等禁止性事由（《国民审查法》第35条）的，不得担任最高裁判所裁判官。

## 职业背景

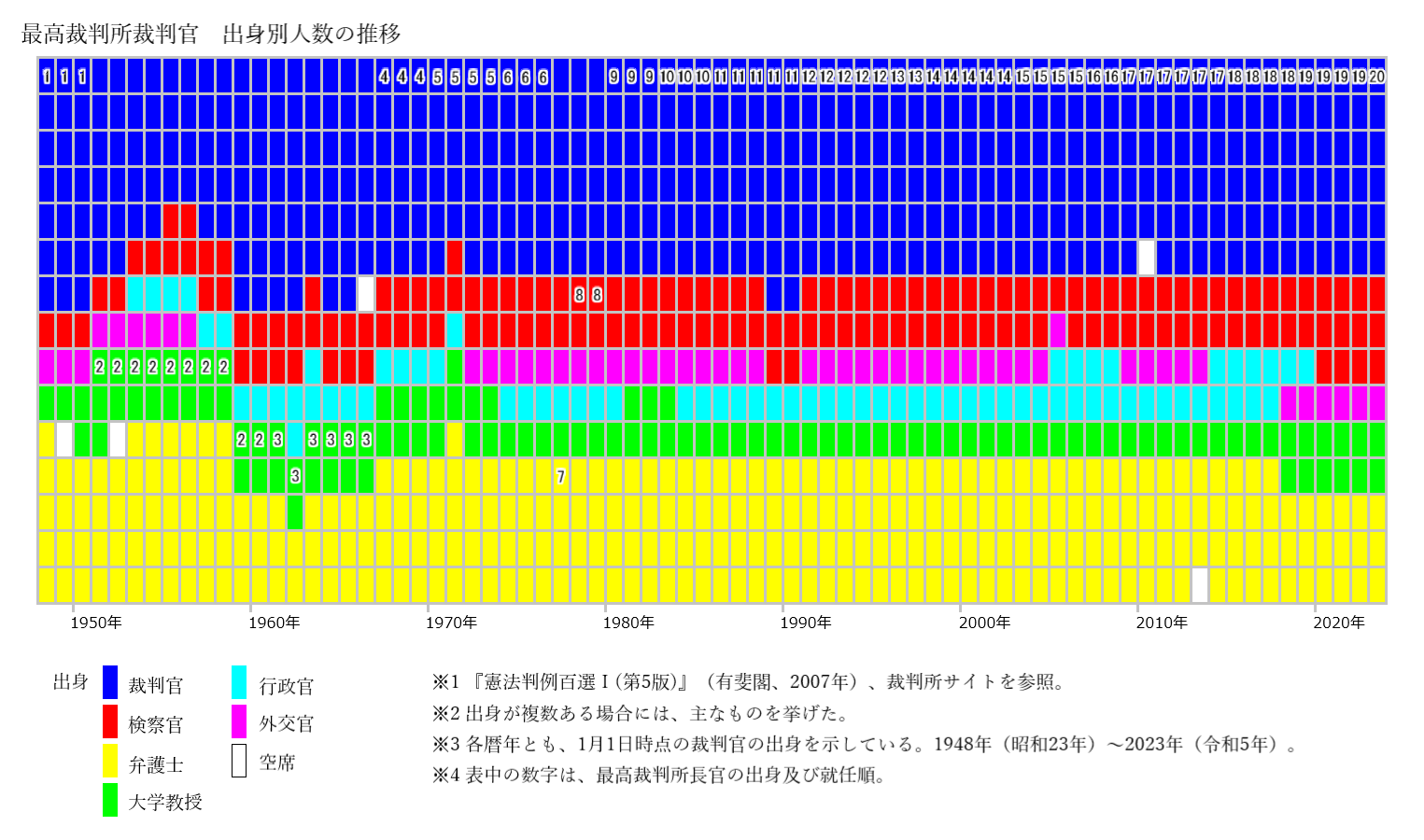
最高裁判所裁判官中各类职业背景的人数变动

最高裁判所裁判官的人选，除了来自下级裁判所中担任过判事的法官以外，很多都从检察官・律师（辩护士）・行政官员・学者（法学教授等）中选任。其原因在于，最高裁判所在对法律适用和解释的过程中，需要反映各种立场的法律专家的见解。
从1970年代开始，15名最高裁判所裁判官的职业背景大致如下：裁判官6人、律师4人、检察官2人、行政官员2人、法学家1人。此外，法院在考虑各个小法庭的构成人选时，也尽量不使同种背景的人集中在一起。
从惯例来讲，某位裁判官离任后，往往会从其相同的职业背景中挑选其继任。如没有合适的人选，也可能暂时选任其他职业的人选，从而导致职业背景的比例发生些许变动。
“提供候选者名单时，法官、律师和检察官出身的人选一般由最高裁长官提供，而行政官僚和学者的候选名单在原则上由内阁官房提供，最终都在听取内阁总理大臣的意见后通过阁议决定。”关于候选者的选任过程是完全不公开的，普通国民无法知晓其过程。
法官类别
以东京高级裁判所长官为首的各地高级裁判所长官被选任的几率较高。
该类别名额原来为5人，在1961年后变成6人。
律师类别
东京辩护士会、第一东京辩护士会、第二东京辩护士会、大阪辩护士会的各任会长被选任的几率较高。
该类别名额原来为5人，在1961年后变成4人。
检察官类别
东京高检检事长、次长检事为主，各地的高检检事长被选任的几率较高。
该类别名额为2人。
法学学者类别
国立大学法学部教授被选任的几率较高。裁判官出身者の法学者の場合もある
该类别名额基本在1至2人左右，1984年以后均为1人。
行政官员类别
内阁法制局长官或外务省条约局长被选任的几率较高。
虽有数人不具备法曹资格，但都通过了国家公务员采用I种考试或外交官考试等难度较高的考试。
1994年以后，厚生省干部或劳动省干部被选任的情况也有出现。近年来，往往由一名外交官背景和一名其他行政官员背景的人选组成。
该类别名额为2人。

## 职权
最高裁判所裁判官包括长官在内，构成了最高裁判所的大小合议庭，行使宪法赋予的司法权。在审判方面，最高裁判所长官与其他十四名判事的地位是完全平等的，权限也没有区别。
在司法行政方面，长官及判事在最高裁判所的裁判官会议上进行决议，行使司法行政权和最高裁判所规则的制定权。

## 罢免
日本国宪法保障裁判官的独立地位。除了退休和死亡之外，非本人意愿的罢免仅限于以下几种情况。同时，具有任命权的天皇、具有提名权的内阁以及最高裁判所首长的最高裁判所长官都不能罢免任何一位法官。
- 身心障礙（日本国宪法第78条、裁判官分限法）
- 公力弹劾（日本国宪法第78条、裁判官弹劾法）
- 国民审查（日本国宪法第79条、最高裁判所裁判官国民审查法）

## 待遇
根据关于裁判官的报酬等的法律的规定，最高裁判所长官的薪酬与内阁总理大臣相同，而最高裁判所判事的薪酬也与关于特别职职员的薪酬的法律中规定的国务大臣、会计检查院长、人事院总裁的薪酬相同。此外，也与检事总长的薪资相同。宪法规定，法官的薪酬在其任期内不得减少。
此外，每位法官都配有一名秘书官，协助其处理机密事务。
根据日本辩护士法第6条的规定，不具有法曹资格的人担任最高裁判所裁判官后，自动取得成为律师的资格。这一律师资格不因法官在国民审查中被罢免而失效。

## 现任最高裁判所裁判官
2021年7月9日时，日本的最高裁判所裁判官名单如下（根据被任命先后顺序排列）。裁判官的预定退休日为满70周岁的生日当天的前一天（最高裁判所裁判官的退休年龄为70周岁，因此其任期最长至70周岁生日的前一天）。不信任率是指，在最高裁判所裁判官国民审查中，有效票数中“同意罢免的投票”（×标记）的比例。
| 姓名              | 任命年月日    | 预定退休日     | 学历                 | 曾任职务等                                                    | 任命内阁            | 所在小法庭 | 不信任率        |
| ----------------- | ------------- | -------------- | -------------------- | ------------------------------------------------------------- | ------------------- | ---------- | --------------- |
| 山口厚            | 2017年2月6日  | 2023年11月5日  | 東京大学法学部畢業   | 早稻田大学大学院法務研究科教授（刑法） 第一東京律師会所属律師 | 第3次安倍内閣 (2改) | 第一小法庭 | 8.62%（2017年） |
| 戶倉三郎 （長官） | 2017年3月14日 | 2024年8月11日  | 一橋大学法学部畢業   | 東京高等裁判所長官                                            | 第3次安倍内閣 (2改) | 第三小法庭 | 8.53%（2017年） |
| 深山卓也          | 2018年1月9日  | 2024年9月1日   | 東京大学法学部畢業   | 東京高等裁判所長官                                            | 第4次安倍内閣       | 第一小法庭 | 7.85%（2021年） |
| 三浦守            | 2018年2月26日 | 2026年10月22日 | 東京大学法学部畢業   | 大阪高等檢察廳檢事長                                          | 第4次安倍内閣       | 第二小法庭 | 6.71%（2021年） |
| 草野耕一          | 2019年2月13日 | 2025年3月21日  | 東京大学法学部畢業   | 第一東京律師会所属律師                                        | 第4次安倍内閣 (1改) | 第二小法庭 | 6.73%（2021年） |
| 宇賀克也          | 2019年3月20日 | 2025年7月20日  | 東京大学法学部畢業   | 東京大学大学院法学政治学研究科教授（行政法）                  | 第4次安倍内閣 (1改) | 第三小法庭 | 6.88%（2021年） |
| 林道晴            | 2019年9月2日  | 2027年8月30日  | 東京大学法学部畢業   | 東京高等裁判所長官                                            | 第4次安倍内閣 (1改) | 第三小法庭 | 7.72%（2021年） |
| 岡村和美          | 2019年10月2日 | 2027年12月22日 | 早稻田大学法学部畢業 | 最高檢察廳檢事 法務省人權擁護局長 消費者廳長官                | 第4次安倍内閣 (2改) | 第二小法庭 | 7.29%（2021年） |
| 長嶺安政          | 2021年2月8日  | 2024年4月15日  | 東京大学教養学部畢業 | 英国駐箚特命全權大使                                          | 菅義偉内閣          | 第三小法庭 | 7.23%（2021年） |
| 安浪亮介          | 2021年7月9日  | 2027年4月18日  | 東京大学法学部畢業   | 大阪高等裁判所長官                                            | 菅義偉内閣          | 第一小法庭 | 5.97%（2021年） |
| 渡邉惠理子        | 2021年7月9日  | 2028年12月26日 | 東北大学法学部畢業   | 第一東京律師会所属律師                                        | 菅義偉内閣          | 第三小法庭 | 6.11%（2021年） |
| 岡正晶            | 2021年9月3日  | 2026年2月1日   | 東京大学法学部畢業   | 第一東京律師会所属律師                                        | 菅義偉内閣          | 第一小法庭 | 6.24%（2021年） |
| 堺徹              | 2021年9月3日  | 2028年7月16日  | 東京大学法学部畢業   | 東京高等檢察廳檢事長                                          | 菅義偉内閣          | 第一小法庭 | 6.24%（2021年） |
| 今崎幸彦          | 2022年6月24日 | 2027年11月9日  | 京都大学法学部畢業   | 東京高等裁判所長官                                            | 第2次岸田内閣       | 第三小法庭 | 未审查          |
| 尾島明            | 2022年7月4日  | 2028年8月31日  | 東京大学法学部畢業   | 大阪高等裁判所長官                                            | 第2次岸田内閣       | 第二小法庭 | 未审查          |

## 历任最高裁判所裁判官列表
| 姓名         | 任命年月日                  | 退休年月日                  | 曾任职务等                                                       | 任命内阁                 | 备注 |
| ------------ | --------------------------- | --------------------------- | ---------------------------------------------------------------- | ------------------------ | --- |
| 三渊忠彦     | 1947年8月4日 （昭和22年）   | 1950年3月2日 （昭和25年）   | 东京控诉院部长、庆应义塾大学讲师                                 | 片山内阁                 | 首任长官 1947年（昭和22年）8月4日 - 1950年（昭和25年）3月2日                                                                                        |
| 冢崎直义     | 1947年8月4日 （昭和22年）   | 1951年2月14日 （昭和26年）  | 东京辩护士会所属辩护士                                           | 片山内阁                 | |
| 长谷川太一郎 | 1947年8月4日 （昭和22年）   | 1951年11月30日 （昭和26年） | 第一东京辩护士会所属辩护士                                       | 片山内阁                 | |
| 泽田竹治郎   | 1947年8月4日 （昭和22年）   | 1952年8月1日 （昭和26年）   | 行政裁判所长官                                                   | 片山内阁                 | |
| 霜山精一     | 1947年8月4日 （昭和22年）   | 1954年10月14日 （昭和29年） | 大审院长、贵族院议员                                             | 片山内阁                 | |
| 井上登       | 1947年8月4日 （昭和22年）   | 1955年4月9日 （昭和30年）   | 大审院部长                                                       | 片山内阁                 | |
| 栗山茂       | 1947年8月4日 （昭和22年）   | 1956年10月5日 （昭和31年）  | 外交官（驻比利时大使等）                                         | 片山内阁                 | |
| 真野毅       | 1947年8月4日 （昭和22年）   | 1958年6月8日 （昭和33年）   | 第二东京辩护士会所属辩护士、元同会会长                           | 片山内阁                 | |
| 庄野理一     | 1947年8月4日 （昭和22年）   | 1948年6月28日 （昭和23年）  | 东京辩护士会所属辩护士                                           | 片山内阁                 | 在任期间11か月で史上最短 |
| 小谷胜重     | 1947年8月4日 （昭和22年）   | 1960年12月23日 （昭和35年） | 大阪辩护士会所属辩护士                                           | 片山内阁                 | |
| 岛保         | 1947年8月4日 （昭和22年）   | 1961年8月24日 （昭和36年）  | 大审院部长                                                       | 片山内阁                 | |
| 斋藤悠辅     | 1947年8月4日 （昭和22年）   | 1962年5月20日 （昭和37年）  | 大阪控诉院检事长                                                 | 片山内阁                 | |
| 藤田八郎     | 1947年8月4日 （昭和22年）   | 1962年8月4日 （昭和37年）   | 大阪控诉院长                                                     | 片山内阁                 | |
| 岩松三郎     | 1947年8月4日 （昭和22年）   | 1956年11月10日 （昭和31年） | 福冈控诉院长                                                     | 片山内阁                 | |
| 河村又介     | 1947年8月4日 （昭和22年）   | 1963年12月31日 （昭和38年） | 九州岛大学教授                                                   | 片山内阁                 | |
| 穗积重远     | 1949年2月26日 （昭和24年）  | 1951年7月29日 （昭和26年）  | 东京大学教授、东宫侍從长                                         | 第3次吉田内阁            | 民法学者。其父穂積陳重为日本民法的起草者之一。任期内去世。                                                                                          |
| 田中耕太郎   | 1950年3月3日 （昭和25年）   | 1960年10月24日 （昭和35年） | 参议院议员、学习院大学教授                                       | 第3次吉田内阁            | 第2任长官 1950年（昭和25年）3月3日 - 1960年（昭和35年）10月24日                                                                                     |
| 谷村唯一郎   | 1951年4月12日 （昭和26年）  | 1956年11月10日 （昭和31年） | 东京辩护士会所属辩护士                                           | 第3次吉田内阁（1改）     | |
| 小林俊三     | 1951年10月5日 （昭和26年）  | 1958年6月2日 （昭和33年）   | 第二东京辩护士会所属辩护士、东京高等裁判所长官                   | 第3次吉田内阁（2改）     | |
| 本村善太郎   | 1952年1月21日 （昭和27年）  | 1957年1月14日 （昭和32年）  | 第一东京辩护士会所属辩护士                                       | 第3次吉田内阁（3改）     | |
| 入江俊郎     | 1952年8月30日 （昭和27年）  | 1971年1月9日 （昭和46年）   | 贵族院议员、众议院法制局长                                       | 第3次吉田内阁（3改）     | 创造史上最年轻（51岁）和任期最久（18年以上）的最高裁法官等两项纪录                                                                                  |
| 池田克       | 1954年11月2日 （昭和29年）  | 1963年5月22日 （昭和38年）  | 大审院次长检事、东京辩护士会所属辩护士                           | 第5次吉田内阁            | |
| 垂水克己     | 1955年5月26日 （昭和30年）  | 1963年11月14日 （昭和38年） | 东京高等裁判所长官                                               | 第2次鸠山一郎内阁        | |
| 河村大助     | 1956年11月22日 （昭和31年） | 1963年6月1日 （昭和38年）   | 东京辩护士会所属辩护士                                           | 第3次鸠山一郎内阁        | |
| 下饭坂润夫   | 1956年11月22日 （昭和31年） | 1964年1月28日 （昭和39年）  | 大阪高等裁判所长官                                               | 第3次鸠山一郎内阁        | |
| 奥野健一     | 1956年11月22日 （昭和31年） | 1968年11月17日 （昭和43年） | 仙台地方裁判所长、参议院法制局长                                 | 第3次鸠山一郎内阁        | |
| 高桥洁       | 1957年1月30日 （昭和32年）  | 1961年12月29日 （昭和36年） | 第一东京辩护士会所属辩护士                                       | 石桥内阁                 | 任期内去世。 |
| 高木常七     | 1958年6月28日 （昭和33年）  | 1963年3月14日 （昭和38年）  | 第二东京辩护士会所属辩护士、名古屋高等裁判所长官                 | 第2次岸内阁              | |
| 石坂修一     | 1958年6月28日 （昭和33年）  | 1965年9月13日 （昭和40年）  | 大阪高等裁判所长官                                               | 第2次岸内阁              | |
| 横田喜三郎   | 1960年10月25日 （昭和35年） | 1966年8月5日 （昭和41年）   | 东京大学教授、外务省参与                                         | 第1次池田内阁            | 第3任长官 1960年（昭和35年）10月25日 - 1966年（昭和41年）8月5日                                                                                     |
| 山田作之助   | 1960年12月27日 （昭和35年） | 1966年4月21日 （昭和41年）  | 神戸辩护士会所属辩护士                                           | 第2次池田内阁            | |
| 五鬼上坚盘   | 1961年8月26日 （昭和36年）  | 1966年12月31日 （昭和41年） | 东京辩护士会所属辩护士、大阪高等裁判所长官                       | 第2次池田内阁（1改）     | |
| 横田正俊     | 1962年2月28日 （昭和37年）  | 1969年1月10日 （昭和44年）  | 东京高等裁判所长官                                               | 第2次池田内阁（1改）     | 第4任长官 1966年（昭和41年）8月6日 - 1969年（昭和44年）1月10日                                                                                      |
| 斋藤朔郎     | 1962年5月29日 （昭和37年）  | 1964年8月9日 （昭和39年）   | 大阪高等裁判所判事部総括、参议院法制局长                         | 第2次池田内阁（1改）     | 任期内去世。 |
| 草鹿浅之介   | 1962年8月12日 （昭和37年）  | 1970年10月24日 （昭和45年） | 大阪高等检察庁检事长                                             | 第2次池田内阁（2改）     | |
| 长部谨吾     | 1963年4月5日 （昭和38年）   | 1971年3月31日 （昭和46年）  | 次长检事                                                         | 第2次池田内阁（2改）     | |
| 石田和外     | 1963年6月6日 （昭和38年）   | 1973年5月19日 （昭和48年）  | 东京高等裁判所长官                                               | 第2次池田内阁（2改）     | 第5任长官 1969年（昭和44年）1月11日 - 1973年（昭和48年）5月19日                                                                                     |
| 城戶芳彦     | 1963年6月6日 （昭和38年）   | 1970年12月19日 （昭和45年） | 东京辩护士会所属辩护士、日本大学讲师                             | 第2次池田内阁（2改）     | |
| 柏原语六     | 1963年12月13日 （昭和38年） | 1967年9月19日 （昭和42年）  | 东京辩护士会所属辩护士                                           | 第3次池田内阁            | |
| 田中二郎     | 1964年1月16日 （昭和39年）  | 1973年3月31日 （昭和48年）  | 东京大学教授                                                     | 第3次池田内阁            | 行政法学者。尽管几乎所有的最高裁法官都服务至70岁届满为止，但田中在67岁时自动辞职。                                                                  |
| 松田二郎     | 1964年1月31日 （昭和39年）  | 1970年7月29日 （昭和45年）  | 大阪高等裁判所长官                                               | 第3次池田内阁            | |
| 岩田诚       | 1964年8月31日 （昭和39年）  | 1972年11月25日 （昭和47年） | 东京高等裁判所判事部総括                                         | 第3次池田内阁（改）      | |
| 下村三郎     | 1965年9月14日 （昭和40年）  | 1973年1月1日 （昭和48年）   | 东京高等裁判所长官                                               | 第1次佐藤内阁（1改）     | |
| 色川幸太郎   | 1966年5月10日 （昭和41年）  | 1973年1月29日 （昭和48年）  | 大阪辩护士会所属辩护士                                           | 第1次佐藤内阁（1改）     | |
| 大隅健一郎   | 1966年9月9日 （昭和41年）   | 1974年10月1日 （昭和49年）  | 京都大学教授                                                     | 第1次佐藤内阁（2改）     | 商法学者 |
| 松元正雄     | 1967年1月17日 （昭和42年）  | 1971年12月5日 （昭和46年）  | 第二东京辩护士会所属辩护士                                       | 第1次佐藤内阁（3改）     | |
| 饭村义美     | 1967年9月20日 （昭和42年）  | 1971年4月26日 （昭和46年）  | 东京辩护士会所属辩护士                                           | 第2次佐藤内阁            | |
| 村上朝一     | 1968年11月19日 （昭和43年） | 1976年5月24日 （昭和51年）  | 东京高等裁判所长官                                               | 第2次佐藤内阁（1改）     | 第6任长官 1973年（昭和48年）5月21日 - 1976年（昭和51年）5月24日                                                                                     |
| 关根小鄉     | 1969年1月17日 （昭和44年）  | 1975年12月2日 （昭和50年）  | 大阪高等裁判所长官                                               | 第2次佐藤内阁（2改）     | |
| 藤林益三     | 1970年7月31日 （昭和45年）  | 1977年8月25日 （昭和52年）  | 第一东京辩护士会所属辩护士                                       | 第3次佐藤内阁            | 第7任长官 1976年（昭和51年）5月25日 - 1977年（昭和52年）8月25日                                                                                     |
| 冈原昌男     | 1970年10月28日 （昭和45年） | 1979年3月31日 （昭和54年）  | 大阪高等检察庁检事长                                             | 第3次佐藤内阁            | 第8任长官 1977年（昭和52年）8月26日 - 1979年（昭和54年）3月31日                                                                                     |
| 小川信雄     | 1970年12月22日 （昭和45年） | 1975年8月6日 （昭和50年）   | 东京辩护士会所属辩护士                                           | 第3次佐藤内阁            | |
| 下田武三     | 1971年1月12日 （昭和46年）  | 1977年4月2日 （昭和52年）   | 外交官（驻美国大使等）                                           | 第3次佐藤内阁            | 在尊属杀人被告事件（最高裁判所昭和48年4月4日大法庭判决）中，作为唯一发表反对意见的法官，认为规定尊属杀人应处死刑或无期徒刑的刑法第200条是符合宪法。 |
| 岸盛一       | 1971年4月2日 （昭和46年）   | 1978年7月13日 （昭和53年）  | 东京高等裁判所长官                                               | 第3次佐藤内阁            | |
| 天野武一     | 1971年5月21日 （昭和46年）  | 1978年9月20日 （昭和53年）  | 大阪高等检察庁检事长                                             | 第3次佐藤内阁            | |
| 坂本吉胜     | 1971年12月7日 （昭和46年）  | 1976年3月26日 （昭和51年）  | 第二东京辩护士会所属辩护士                                       | 第3次佐藤内阁（改）      | |
| 岸上康夫     | 1972年11月28日 （昭和47年） | 1978年9月21日 （昭和53年）  | 东京高等裁判所长官                                               | 第1次田中角荣内阁        | |
| 江里口清雄   | 1973年1月9日 （昭和48年）   | 1980年3月19日 （昭和55年）  | 福冈高等裁判所长官                                               | 第2次田中角荣内阁        | |
| 大冢喜一郎   | 1973年2月2日 （昭和48年）   | 1980年2月4日 （昭和55年）   | 第一东京辩护士会所属辩护士                                       | 第2次田中角荣内阁        | |
| 高辻正己     | 1973年4月4日 （昭和48年）   | 1980年1月18日 （昭和55年）  | 内阁法制局长官                                                   | 第2次田中角荣内阁        | |
| 吉田豐       | 1973年5月21日 （昭和48年）  | 1979年2月28日 （昭和54年）  | 大阪高等裁判所长官                                               | 第2次田中角荣内阁        | |
| 团藤重光     | 1974年10月4日 （昭和49年）  | 1983年11月7日 （昭和58年）  | 东京大学教授                                                     | 第2次田中角荣内阁（1改） | 刑法学者。其主导刑法学上的“行为无价值论”。在最高裁任期内从之前否定共谋共同正犯的立场转变为予以肯定的立场。                                          |
| 本林讓       | 1975年8月8日 （昭和50年）   | 1979年3月30日 （昭和54年）  | 东京辩护士会所属辩护士                                           | 三木内阁                 | |
| 服部高显     | 1975年12月3日 （昭和50年）  | 1982年9月30日 （昭和57年）  | 大阪高等裁判所长官                                               | 三木内阁                 | 第9任长官 1979年（昭和54年）4月2日 - 1982年（昭和57年）9月30日                                                                                      |
| 环昌一       | 1976年3月27日 （昭和51年）  | 1982年4月11日 （昭和57年）  | 第二东京辩护士会所属辩护士                                       | 三木内阁                 | |
| 栗本一夫     | 1976年5月25日 （昭和51年）  | 1982年5月26日 （昭和57年）  | 名古屋高等裁判所长官                                             | 三木内阁                 | |
| 藤崎万里     | 1977年4月5日 （昭和52年）   | 1984年12月15日 （昭和59年） | 外交官（驻泰国大使等）                                           | 福田赳夫内阁             | |
| 本山亨       | 1977年8月26日 （昭和52年）  | 1982年8月10日 （昭和57年）  | 名古屋辩护士会所属辩护士                                         | 福田赳夫内阁             | |
| 戶田弘       | 1978年7月14日 （昭和53年）  | 1980年3月25日 （昭和55年）  | 东京高等裁判所长官                                               | 福田赳夫内阁（改）       | 任期内去世。 |
| 中村治朗     | 1978年9月22日 （昭和53年）  | 1984年2月19日 （昭和59年）  | 东京高等裁判所判事部総括                                         | 福田赳夫内阁（改）       | |
| 横井大三     | 1978年9月22日 （昭和53年）  | 1984年6月10日 （昭和59年）  | 名古屋高等检察庁检事长、专修大学教授、第一东京辩护士会所属辩护士 | 福田赳夫内阁（改）       | |
| 木下忠良     | 1979年3月1日 （昭和54年）   | 1986年1月14日 （昭和61年）  | 大阪高等裁判所长官                                               | 第1次大平内阁            | |
| 冢本重頼     | 1979年4月2日 （昭和54年）   | 1981年10月17日 （昭和56年） | 东京辩护士会所属辩护士、中央大学教授                             | 第1次大平内阁            | |
| 盐野宜庆     | 1979年4月2日 （昭和54年）   | 1985年5月22日 （昭和60年）  | 东京高等检察庁检事长、第一东京辩护士会所属辩护士                 | 第1次大平内阁            | |
| 伊藤正己     | 1980年1月19日 （昭和55年）  | 1989年9月20日 （平成元年）  | 东京大学教授                                                     | 第2次大平内阁            | |
| 宫崎梧一     | 1980年2月6日 （昭和55年）   | 1984年5月4日 （昭和59年）   | 第一东京辩护士会所属辩护士                                       | 第2次大平内阁            | |
| 寺田治郎     | 1980年3月22日 （昭和55年）  | 1985年11月3日 （昭和60年）  | 东京高等裁判所长官                                               | 第2次大平内阁            | 第10任长官 1982年（昭和57年）10月1日 - 1985年（昭和60年）11月3日                                                                                    |
| 谷口正孝     | 1980年4月16日 （昭和55年）  | 1987年1月27日 （昭和62年）  | 东京地方裁判所长                                                 | 第2次大平内阁            | |
| 大桥进       | 1981年11月2日 （昭和56年）  | 1986年6月12日 （昭和61年）  | 东京辩护士会所属辩护士                                           | 铃木善幸内阁             | |
| 木戶口久治   | 1982年4月12日 （昭和57年）  | 1986年1月8日 （昭和61年）   | 第二东京辩护士会所属辩护士                                       | 铃木善幸内阁（改）       | |
| 牧圭次       | 1982年5月28日 （昭和57年）  | 1989年11月24日 （平成元年） | 名古屋高等裁判所长官                                             | 铃木善幸内阁（改）       | |
| 和田诚一     | 1982年8月16日 （昭和57年）  | 1986年4月23日 （昭和61年）  | 大阪辩护士会所属辩护士                                           | 铃木善幸内阁（改）       | 任期内去世。 |
| 安冈満彦     | 1982年10月1日 （昭和57年）  | 1990年5月4日 （平成2年）    | 大阪高等裁判所长官                                               | 铃木善幸内阁（改）       | |
| 角田礼次郎   | 1983年11月8日 （昭和58年）  | 1990年12月3日 （平成2年）   | 内阁法制局长官                                                   | 第1次中曽根内阁          | |
| 矢口洪一     | 1984年2月20日 （昭和59年）  | 1990年2月19日 （平成2年）   | 东京高等裁判所长官                                               | 第2次中曽根内阁          | 第11任长官 1985年（昭和60年）11月5日 - 1990年（平成2年）2月19日                                                                                     |
| 岛谷六郎     | 1984年5月8日 （昭和59年）   | 1990年1月23日 （平成2年）   | 第一东京辩护士会所属辩护士                                       | 第2次中曽根内阁          | |
| 长岛敦       | 1984年6月12日 （昭和59年）  | 1988年3月16日 （昭和63年）  | 名古屋高等检察庁检事长、东洋大学教授                             | 第2次中曽根内阁          | |
| 高岛益郎     | 1984年12月17日 （昭和59年） | 1988年5月2日 （昭和63年）   | 外交官（驻前苏联大使等）                                         | 第2次中曽根内阁（1改）   | 任期内去世。 |
| 藤岛昭       | 1985年5月23日 （昭和60年）  | 1994年1月1日 （平成6年）    | 次长检事                                                         | 第2次中曽根内阁（1改）   | |
| 大内恒夫     | 1985年11月5日 （昭和60年）  | 1992年3月23日 （平成4年）   | 东京高等裁判所长官                                               | 第2次中曽根内阁（1改）   | |
| 香川保一     | 1986年1月17日 （昭和61年）  | 1991年5月4日 （平成3年）    | 名古屋高等裁判所长官                                             | 第2次中曽根内阁（2改）   | |
| 坂上寿夫     | 1986年1月17日 （昭和61年）  | 1993年3月31日 （平成5年）   | 第二东京辩护士会所属辩护士                                       | 第2次中曽根内阁（2改）   | |
| 佐藤哲郎     | 1986年5月21日 （昭和61年）  | 1990年1月4日 （平成2年）    | 东京辩护士会所属辩护士                                           | 第2次中曽根内阁（2改）   | |
| 林藤之辅     | 1986年6月13日 （昭和61年）  | 1987年8月6日 （昭和62年）   | 大阪辩护士会所属辩护士                                           | 第2次中曽根内阁（2改）   | |
| 四谷岩       | 1987年1月28日 （昭和62年）  | 1992年2月8日 （平成4年）    | 东京高等裁判所长官                                               | 第3次中曽根内阁          | |
| 奥野久之     | 1987年9月5日 （昭和62年）   | 1990年8月26日 （平成2年）   | 神戸辩护士会所属辩护士                                           | 第3次中曽根内阁          | |
| 贞家克己     | 1988年3月17日 （昭和63年）  | 1993年9月12日 （平成5年）   | 大阪高等裁判所长官                                               | 竹下内阁                 | |
| 大堀诚一     | 1988年6月17日 （昭和63年）  | 1995年8月10日 （平成7年）   | 东京高等检察庁检事长                                             | 竹下内阁                 | |
| 园部逸夫     | 1989年9月21日 （平成元年）  | 1999年3月31日 （平成11年）  | 成蹊大学教授                                                     | 宇野内阁                 | |
| 草场良八     | 1989年11月27日 （平成元年） | 1995年11月7日 （平成7年）   | 东京高等裁判所长官                                               | 第1次海部内阁            | 第12任长官 1990年（平成2年）2月20日 - 1995年（平成7年）11月7日                                                                                      |
| 桥元四郎平   | 1990年1月11日 （平成2年）   | 1993年4月12日 （平成5年）   | 东京辩护士会所属辩护士                                           | 第1次海部内阁            | |
| 中岛敏次郎   | 1990年1月24日 （平成2年）   | 1995年9月1日 （平成7年）    | 外交官（驻中华人民共和国大使等）                                 | 第1次海部内阁            | |
| 佐藤庄市郎   | 1990年2月20日 （平成2年）   | 1994年2月15日 （平成6年）   | 第一东京辩护士会所属辩护士                                       | 第1次海部内阁            | |
| 可部恒雄     | 1990年5月10日 （平成2年）   | 1997年3月8日 （平成9年）    | 福冈高等裁判所长官                                               | 第2次海部内阁            | |
| 木崎良平     | 1990年9月3日 （平成2年）    | 1994年7月24日 （平成6年）   | 大阪辩护士会所属辩护士                                           | 第2次海部内阁            | |
| 味村治       | 1990年12月10日 （平成2年）  | 1994年2月6日 （平成6年）    | 内阁法制局长官、第一东京辩护士会所属辩护士                       | 第2次海部内阁            | |
| 大西胜也     | 1991年5月13日 （平成3年）   | 1998年9月9日 （平成10年）   | 东京高等裁判所长官                                               | 第2次海部内阁（改）      | |
| 小野干雄     | 1992年2月13日 （平成4年）   | 2000年3月15日 （平成12年）  | 大阪高等裁判所长官                                               | 宫泽内阁                 | |
| 三好达       | 1992年3月25日 （平成4年）   | 1997年10月30日 （平成9年）  | 东京高等裁判所长官                                               | 宫泽内阁                 | 第13任长官 1995年（平成7年）11月7日 - 1997年（平成9年）10月30日                                                                                     |
| 大野正男     | 1993年4月1日 （平成5年）    | 1997年9月2日 （平成9年）    | 第二东京辩护士会所属辩护士                                       | 宫泽内阁（改）           | |
| 大白胜       | 1993年4月13日 （平成5年）   | 1995年2月13日 （平成7年）   | 神戸辩护士会所属辩护士                                           | 宫泽内阁（改）           | |
| 千种秀夫     | 1993年9月13日 （平成5年）   | 2002年2月20日 （平成14年）  | 最高裁判所事务总长                                               | 细川内阁                 | |
| 根岸重治     | 1994年1月11日 （平成6年）   | 1998年12月3日 （平成10年）  | 东京高等检察庁检事长、第一东京辩护士会所属辩护士                 | 细川内阁                 | |
| 高桥久子     | 1994年2月9日 （平成6年）    | 1997年9月20日 （平成9年）   | 劳动省妇人少年局长                                               | 细川内阁                 | 最高裁的首位女性法官。 |
| 尾崎行信     | 1994年2月16日 （平成6年）   | 1999年4月18日 （平成11年）  | 第一东京辩护士会所属辩护士                                       | 细川内阁                 | |
| 河合伸一     | 1994年7月25日 （平成6年）   | 2002年6月10日 （平成14年）  | 大阪辩护士会所属辩护士                                           | 村山内阁                 | |
| 远藤光男     | 1995年2月13日 （平成7年）   | 2000年9月12日 （平成12年）  | 东京辩护士会所属辩护士、法政大学讲师                             | 村山内阁                 | |
| 井嶋一友     | 1995年8月11日 （平成7年）   | 2002年10月6日 （平成14年）  | 次长检事                                                         | 村山内阁（改）           | |
| 福田博       | 1995年9月4日 （平成7年）    | 2005年8月1日 （平成17年）   | 外交官（驻马来西亚大使等）                                       | 村山内阁（改）           | |
| 藤井正雄     | 1995年11月7日 （平成7年）   | 2002年11月6日 （平成14年）  | 大阪高等裁判所长官                                               | 村山内阁（改）           | |
| 山口繁       | 1997年3月10日 （平成9年）   | 2002年11月3日 （平成14年）  | 福冈高等裁判所长官                                               | 第2次桥本内阁            | 第14任长官 1997年（平成9年）10月31日 - 2002年（平成14年）11月3日                                                                                    |
| 元原利文     | 1997年9月8日 （平成9年）    | 2001年4月21日 （平成13年）  | 神戸辩护士会所属辩护士                                           | 第2次桥本内阁            | |
| 大出峻郎     | 1997年9月24日 （平成9年）   | 2001年12月19日 （平成13年） | 内阁法制局长官                                                   | 第2次桥本内阁（改）      | 届满前自愿辞职。 |
| 金谷利廣     | 1997年10月31日 （平成9年）  | 2005年5月16日 （平成17年）  | 东京高等裁判所长官                                               | 第2次桥本内阁（改）      | |
| 北川弘治     | 1998年9月10日 （平成10年）  | 2004年12月26日 （平成16年） | 福冈高等裁判所长官                                               | 小渕内阁                 | |
| 龜山繼夫     | 1998年12月4日 （平成10年）  | 2004年2月25日 （平成16年）  | 名古屋高等检察庁检事长、第一东京辩护士会所属辩护士               | 小渕内阁                 | |
| 奥田昌道     | 1999年4月1日 （平成11年）   | 2002年9月27日 （平成14年）  | 京都大学教授                                                     | 小渕内阁（1改）          | 民法学者 |
| 梶谷玄       | 1999年4月21日 （平成11年）  | 2005年1月14日 （平成17年）  | 第一东京辩护士会所属辩护士                                       | 小渕内阁（1改）          | |
| 町田显       | 2000年3月22日 （平成12年）  | 2006年10月15日 （平成18年） | 东京高等裁判所长官                                               | 小渕内阁（2改）          | 第15任长官 2002年（平成14年）11月6日 - 2006年（平成18年）10月15日                                                                                   |
| 深泽武久     | 2000年9月14日 （平成12年）  | 2004年1月4日 （平成16年）   | 东京辩护士会所属辩护士                                           | 第1次森内阁              | |
| 滨田邦夫     | 2001年5月1日 （平成13年）   | 2006年5月23日 （平成18年）  | 第二东京辩护士会所属辩护士                                       | 第1次小泉内阁            | |
| 横尾和子     | 2001年12月19日 （平成13年） | 2008年9月11日 （平成20年）  | 厚生省老人保健福祉局长、社会保険庁长官、驻爱尔兰国大使等         | 第1次小泉内阁            | 第二位最高裁判所女性裁判官，在退休前自愿辞职。 |
| 上田豐三     | 2002年2月21日 （平成14年）  | 2007年5月22日 （平成19年）  | 大阪高等裁判所长官                                               | 第1次小泉内阁            | |
| 瀧井繁男     | 2002年6月11日 （平成14年）  | 2006年10月30日 （平成18年） | 大阪辩护士会所属辩护士                                           | 第1次小泉内阁            | |
| 藤田宙靖     | 2002年9月30日 （平成14年）  | 2010年4月5日 （平成22年）   | 东北大学大学院教授（行政法）                                     | 第1次小泉内阁（1改）     | |
| 甲斐中辰夫   | 2002年10月7日 （平成14年）  | 2010年1月1日 （平成22年）   | 东京高等检察庁检事长                                             | 第1次小泉内阁（1改）     | |
| 泉徳治       | 2002年11月6日 （平成14年）  | 2009年1月24日 （平成21年）  | 东京高等裁判所长官                                               | 第1次小泉内阁（1改）     | |
| 岛田仁郎     | 2002年11月7日 （平成14年）  | 2008年11月21日 （平成20年） | 大阪高等裁判所长官                                               | 第1次小泉内阁（1改）     | 第16任长官 2006年（平成18年）10月16日 - 2008年（平成20年）11月21日                                                                                  |
| 才口千晴     | 2004年1月6日 （平成16年）   | 2008年9月2日 （平成20年）   | 东京辩护士会所属辩护士                                           | 第2次小泉内阁            | |
| 津野修       | 2004年2月26日 （平成16年）  | 2008年10月19日 （平成20年） | 内阁法制局长官、第一东京辩护士会所属辩护士                       | 第2次小泉内阁            | |
| 今井功       | 2004年12月27日 （平成16年） | 2009年12月25日 （平成20年） | 东京高等裁判所长官                                               | 第2次小泉内阁（改）      | |
| 中川了滋     | 2005年1月19日 （平成17年）  | 2009年12月22日 （平成21年） | 第一东京辩护士会所属辩护士                                       | 第2次小泉内阁（改）      | |
| 堀笼幸男     | 2005年5月17日 （平成17年）  | 2010年6月15日 （平成22年）  | 大阪高等裁判所长官                                               | 第2次小泉内阁（改）      | |
| 古田佑纪     | 2005年8月2日 （平成17年）   | 2012年4月7日 （平成24年）   | 次长检事、同志社大学法科大学院教授                               | 第2次小泉内阁（改）      | |
| 那须弘平     | 2006年5月25日 （平成18年）  | 2012年2月10日 （平成24年）  | 第二东京辩护士会所属辩护士                                       | 第3次小泉内阁（改）      | |
| 涌井纪夫     | 2006年10月16日 （平成18年） | 2009年12月17日 （平成21年） | 大阪高等裁判所长官                                               | 第1次安倍内阁            | 任期内去世。 |
| 田原睦夫     | 2006年11月1日 （平成18年）  | 2013年4月22日 （平成25年）  | 大阪辩护士会所属辩护士                                           | 第1次安倍内阁            | |
| 近藤崇晴     | 2007年5月23日 （平成19年）  | 2010年11月21日 （平成22年） | 仙台高等裁判所长官                                               | 第1次安倍内阁            | 任期内去世。 |
| 宫川光治     | 2008年9月3日 （平成20年）   | 2012年2月27日 （平成24年）  | 东京辩护士会所属辩护士                                           | 福田康夫内阁 （改）      | |
| 樱井龙子     | 2008年9月11日 （平成20年）  | 2017年1月15日 （平成29年）  | 劳动省女性局长、 九州大学法学部客员教授（劳动法）                | 福田康夫内阁 (改)        | |
| 竹内行夫     | 2008年10月21日 （平成20年） | 2013年7月19日 （平成25年）  | 外务事务次官、政策研究大学院大学连携教授                         | 麻生内阁                 | |
| 竹崎博允     | 2008年11月25日 （平成20年） | 2014年7月7日 （平成26年）   | 东京高等裁判所长官                                               | 麻生内阁                 | 第17任长官 2008年（平成20年）11月25日 - 2014年（平成26年）3月31日                                                                                   |
| 金筑诚志     | 2009年1月26日 （平成21年）  | 2015年3月31日 （平成27年）  | 大阪高等裁判所长官                                               | 麻生内阁                 | |
| 须藤正彦     | 2009年12月28日 （平成21年） | 2012年12月26日 （平成24年） | 东京辩护士会所属辩护士                                           | 鸠山由纪夫内阁           | |
| 千叶胜美     | 2009年12月28日 （平成21年） | 2016年8月24日 （平成28年）  | 仙台高等裁判所长官                                               | 鸠山由纪夫内阁           | |
| 横田尤孝     | 2010年1月6日 （平成22年）   | 2014年10月1日 （平成26年）  | 次长检事、 第一东京辩护士会所属辩护士                            | 鸠山由纪夫内阁           | |
| 白木勇       | 2010年1月15日 （平成22年）  | 2015年2月14日 （平成27年）  | 东京高等裁判所长官                                               | 鸠山由纪夫内阁           | |
| 冈部喜代子   | 2010年4月12日 （平成22年）  | 2019年3月19日 （平成31年）  | 东京家庭裁判所判事、 庆应义塾大学大学院法务研究科教授（民法）    | 鸠山由纪夫内阁           | |
| 大谷刚彦     | 2010年6月17日 （平成22年）  | 2017年3月9日 （平成29年）   | 大阪高等裁判所长官                                               | 菅直人內閣               | |
| 寺田逸郎     | 2010年12月27日 （平成22年） | 2018年1月8日 （平成30年）   | 广岛高等裁判所长官                                               | 菅直人内阁 (1改)         | 第18任长官 2014年（平成26年）4月1日 - 2018年（平成30年）1月8日                                                                                      |
| 大桥正春     | 2012年2月13日 （平成24年）  | 2017年3月30日 （平成29年）  | 第一东京辩护士会所属辩护士                                       | 野田内阁 (1改)           | |
| 山浦善树     | 2012年3月1日 （平成24年）   | 2016年7月3日 （平成28年）   | 东京辩护士会所属辩护士                                           | 野田内阁 (1改)           | |
| 小贯芳信     | 2012年4月11日 （平成24年）  | 2018年8月25日 （平成30年）  | 东京高等检察庁检事长、 亚细亚大学法学部教授（刑法）              | 野田内阁 (1改)           | |
| 鬼丸薰       | 2013年2月6日 （平成25年）   | 2019年2月6日 （平成31年）   | 东京辩护士会所属辩护士                                           | 第2次安倍内阁            | |
| 木内道祥     | 2013年4月25日 （平成25年）  | 2018年1月1日 （平成30年）   | 大阪辩护士会所属辩护士                                           | 第2次安倍内阁            | |
| 山本庸幸     | 2013年8月20日 （平成25年）  | 2019年9月25日 （平成31年）  | 内阁法制局长官                                                   | 第2次安倍内阁            | |
| 山崎敏充     | 2014年4月1日 （平成26年）   | 2019年8月30日 （令和元年）  | 東京高等裁判所長官                                               | 第2次安倍内閣            | |
| 小池裕       | 2015年4月2日 （平成27年）   | 2021年7月2日                | 東京高等裁判所長官                                               | 第3次安倍内閣            | |
| 林景一       | 2017年4月10日 （平成29年）  | 2021年2月7日                | 英国駐箚特命全權大使                                             | 第3次安倍内閣 (2改)      | |
| 宮崎裕子     | 2018年1月9日 （平成30年）   | 2021年7月8日                | 第一東京律師会所属律師                                           | 第4次安倍内閣            | |
| 池上政幸     | 2014年10月2日 （平成26年）  | 2021年8月28日               | 大阪高等檢察廳檢事長                                             | 第2次安倍内閣 (改)       | |
| 木澤克之     | 2016年7月19日 （平成28年）  | 2021年8月26日               | 東京律師会所属律師                                               | 第3次安倍内閣 (1改)      | |
| 大谷直人     | 2015年2月17日 （平成27年）  | 2022年6月22日               | 大阪高等裁判所長官                                               | 第3次安倍内閣            | 第19任长官 2018年1月9日 - 2022年6月22日 |
| 菅野博之     | 2016年9月5日 （平成28年）   | 2022年7月2日                | 大阪高等裁判所長官                                               | 第3次安倍内閣 (2改)      | |

## 各种纪录
- 任期最长裁判官 - 入江俊郎・6707天（约18年零4个月）
- 任期最短裁判官 - 庄野理一・330天（约11个月）
- 任命時最高龄裁判官 - 三淵忠彦・67岁零5个月
- 任命時最年轻裁判官 - 入江俊郎・51岁零7个月
- 辭職時最年輕裁判官 - 庄野理一・59歲零6個月
- 任命最多裁判官的内閣總理大臣 - 安倍晋三・22人
- 最長空缺期 - 244天（約8個月）

## 脚注
1. ↑  最高裁をよく知る基礎知識 その1 （页面存档备份，存于）
2. ↑  如内阁法制局长官、外务省条约局长、国家公务员I种（旧上級职甲）考试合格者且担任过局长以上职务者等。
3. ↑  日本《刑法》第34条之2规定，在刑期届满后连续10年未受罚款以上刑罚者，不构成禁止性事由。
4. ↑  最高裁裁判官の任命について （页面存档备份，存于） - 司法制度改革推進本部顧問会議(第5回) （页面存档备份，存于） (2002年7月5日)
5. 1 2  长嶺超輝『サイコーですか?最高裁!』(光文社) ISBN 4334975313 P112
6. 1 2 3 4 5 6 7 8 9  长岭超辉『サイコーですか?最高裁!』(光文社) ISBN 4334975313 P113
7. ↑  野村二郎「日本の裁判官」（讲谈社）
8. 1 2 3  获任最高裁判所长官的年月日。
9. 1 2 3 4  未任命过最高裁判所判事，直接提名其为最高裁判所长官。
10. ↑  1998年（平成10年）离职。

## 关联条目
- 最高裁判所调查官
- 最高裁判所
- 最高裁判所裁判官国民审查
- 美國最高法院大法官